# Кроссгейт (Кентуккі)
Кроссгейт (англ. Crossgate) — місто (англ. city) в США, в окрузі Джефферсон штату Кентуккі. Населення — 221 особа (2020).

## Географія
Кроссгейт розташований за координатами 38°16′45″ пн. ш. 85°37′47″ зх. д. / 38.27917° пн. ш. 85.62972° зх. д. (38.279274, -85.629606).  За даними Бюро перепису населення США в 2010 році місто мало площу 0,13 км², уся площа — суходіл.

## Демографія
Згідно з переписом 2010 року, у місті мешкало 225 осіб у 94 домогосподарствах у складі 72 родин. Густота населення становила 1695 осіб/км².  Було 94 помешкання (708/км²).
Расовий склад населення:
| - 92,4 % — білих - 5,3 % — азіатів - 2,2 % — чорних або афроамериканців |

До двох чи більше рас належало 0,0 %. Частка іспаномовних становила 1,8 % від усіх жителів.
За віковим діапазоном населення розподілялося таким чином: 20,9 % — особи молодші 18 років, 50,7 % — особи у віці 18—64 років, 28,4 % — особи у віці 65 років та старші. Медіана віку мешканця становила 51,1 року. На 100 осіб жіночої статі у місті припадало 87,5 чоловіків;  на 100 жінок у віці від 18 років та старших — 79,8 чоловіків також старших 18 років.
Середній дохід на одне домашнє господарство  становив 111 076 доларів США (медіана — 99 286), а середній дохід на одну сім'ю — 112 970 доларів (медіана — 99 500). Медіана доходів становила 68 750 доларів для чоловіків та 57 917 доларів для жінок. За межею бідності перебувало 1,1 % осіб, у тому числі 0,0 % дітей у віці до 18 років та 0,0 % осіб у віці 65 років та старших.
Цивільне працевлаштоване населення становило 144 особи. Основні галузі зайнятості: освіта, охорона здоров'я та соціальна допомога — 34,7 %, науковці, спеціалісти, менеджери — 12,5 %, виробництво — 10,4 %, мистецтво, розваги та відпочинок — 10,4 %.